# Zhu Yawen
Zhu Yawen (chino simplificado= 朱亚文, Pinyin= Zhū Yàwén), es un actor chino.

## Biografía
Se graduó de la Academia de Cine de Pekín (inglés: "Beijing Film Academy").
En el 2013 se casó con Shen Jiani en Beijing, la pareja le dio la bienvenida a su primera hija el 17 de junio del 2015 y a su segunda hija el 18 de junio del 2018.

## Carrera
Es miembro de la agencia "Easy Entertainment". Previamente formó parte de la agencia "HY.Brothers".
El 26 de junio del 2012 se unió al elenco principal de la serie Nos Annees Francaises donde dio a Zhou Enlai, un destacado político de la República Popular China y miembro del Partido Comunista Chino, hasta el final de la serie el 14 de julio del mismo año.
El 27 de octubre del 2014 se unió al elenco principal de la serie Red Sorghum donde interpretó a Yu Zhan'ao, hasta el final de la serie el 17 de noviembre del mismo año.
Ese mismo año se unió al elenco de la película The Golden Era donde dio vida a Duanmu Hongliang, autor chino cuyos trabajos fueron destacados durante la Segunda Guerra Sino-Japonesa.
En 2015 se unió al elenco principal de la serie Say No For Youth donde interpretó al oficial de la policía Yun Tianyao.
El 30 de octubre del mismo año se unió al elenco de la película The Witness donde dio vida al asesino Tang Zheng.
El 31 de octubre del mismo año apareció por primera vez como invitado en el programa chino Happy Camp junto a Luhan y Yang Mi. Más tarde el 22 de julio del 2017 volvió a aparecer en el programa junto Han Geng, Deng Lun, Darren Wang, Wei Daxun, Shen Teng, Ma Su, Bao Bei'er, Sun Jian, Zhu Zixiao, Wu Yi, Shen Ling, Zhang Tian'ai, 时尚七太, Fan Yuancheng y Jin Xiao. 
En 2017 se unió al elenco de la película The Founding of an Army donde volvió a interpretar al político Zhou Enlai.
El 17 de diciembre del 2019 se unió al elenco principal de la serie Ming Dynasty (también conocida como "Empress of the Ming") donde da vida a Zhu Zhanji, quien más tarde se convierte en el Emperador Xuande, hasta ahora.
El 26 de abril del mismo año se unió al elenco principal del programa de variedades chino Keep Running, donde aparece hasta ahora.
Ese mismo año se unirá al elenco de la serie The Investigator.

## Filmografía

### Series de televisión
| Año             | Título                       | Personaje            | Notas        |
| --------------- | ---------------------------- | -------------------- | ------------ |
| 2021 - presente | A Love Never Lost            | -                    |              |
| 2020 - presente | The Investigator             | Xia Dong             | -            |
| 2020 - presente | Kidnapping Game              | -                    | -            |
| 2020 - presente | The Lion's Secret            | Liu Qing             | -            |
| 2020            | With You (Together)          | Li Jianjun           | 2 episodios  |
| 2019 - 2020     | Ming Dynasty                 | Emperador Zhu Zhanji | 64 episodios |
| 2018            | Partners                     | Gu Dongqing          | 38 episodios |
| 2017            | Across The Ocean To See You  | Zheng Chu            | 44 episodios |
| 2016            | City Still Believe in Love   | Wang Mao             | 44 episodios |
| 2016            | Happy Mitan                  | -                    | (cameo)      |
| 2016            | Two Families                 | Song Jianguo         | -            |
| 2015            | Swan Dive for Love           | Zhao Xiaoliang       | 44 episodios |
| 2015            | Say No For Youth             | Yun Tianyao          | 30 episodios |
| 2014            | Red Sorghum                  | Yu Zhan'ao           | 60 episodios |
| 2014            | 地火                         | Li Zhongming         | -            |
| 2013            | The Story of Zheng Yang Gate | Han Chunming         | 44 episodios |
| 2013            | The Blood Brothers           | Jiang Liu            | -            |
| 2012            | Nos Annees Francaises        | Zhou Enlai           | 31 episodios |
| 2012            | My Natasha                   | Chong Tiande         | 40 episodios |
| 2011            | Flying Eagle                 | Gao Zhihang          | -            |
| 2010            | Love in the Vast Land        | Wen Mingyuan         | -            |
| 2010            | Red Sorghum                  | Lin Yusheng          | -            |
| 2010            | 市委书记日记                 | Han Xia              | -            |
| 2009            | The Ultimate Master of War   | Sun Wu               | 41 episodios |
| 2009            | Memories of The Golden Flame | Ouyang Pusheng       | -            |
| 2009            | Great Northern Wilderness    | Chi Pao              | -            |
| 2009            | Army Stories in Highland     | Wang Qi              | -            |
| 2008            | 豪门金枝                     | Zhong Lin            | -            |
| 2008            | Pathfinding to the Northeast | Zhu Chuanwu          | -            |
| 2007            | 雪琉璃                       | Li Ke                | -            |
| 2006            | Step Brothers                | Chen Tianyu          | -            |
| 2005            | 阳光雨季                     | Yue Chaofei          | -            |
| 2004            | Winter Passing               | Ling Lingling        | -            |

### Películas
| Año  | Título                         | Personaje        | Notas                                                                                      |
| ---- | ------------------------------ | ---------------- | ------------------------------------------------------------------------------------------ |
| 2019 | Welcome to Bear Town           | He Bi            |                                                                                            |
| 2019 | The Captain                    | -                |                                                                                            |
| 2018 | The Poet                       | Li Wu            |                                                                                            |
| 2017 | The Founding of an Army        | Zhou Enlai       | junto a Liu Ye, Huang Zhizhong, Liu Haoran, Ma Tianyu, Li Yifeng, Bai Yu, Lay y Chen Xiao  |
| 2016 | When Larry Met Mary            | Zhao Ben         | junto a Bao Bei'er, Song Jia, Jiao Junyan, Bai Yu, Li Chen y Chen He                       |
| 2015 | The Witness                    | Tang Zheng       | junto a Yang Mi, Luhan, Wang Jingchun, Liu Ruilin y Leon Lai Yi                            |
| 2015 | Bride Wars                     | Luo Dan          | junto a Ni Ni, Angelababy, He Jiong, Huang Xiaoming, Feng Shaofeng, Jing Boran y Chen Xiao |
| 2014 | The Golden Era                 | Duanmu Hongliang | junto a Tang Wei, Feng Shaofeng, Wang Zhiwen, Huang Xuan y Yuan Quan                       |
| 2012 | Mystery                        | Qin Feng         | junto a Hao Lei, Qin Hao, Qi Xi y Chang Fang Yuan                                          |
| 2011 | You Are My Brother             | Zheng Shiyi      |                                                                                            |
| 2007 | A Revolutionist and His Mother | Wang Jinmei      |                                                                                            |

### Programas de variedades
| Año             | Programa             | Notas                          |
| --------------- | -------------------- | ------------------------------ |
| 2019, 2017      | Keep Running         | miembro (ep. #5.11) - invitado |
| 2015-2017, 2019 | Happy Camp           | 7 episodios - invitado         |
| 2019            | The Sound S2         | invitado                       |
| 2019            | My Agent and I       | 10 episodios - miembro         |
| 2018            | Heart Signal China   | 10 episodios - miembro         |
| 2018            | The Sound            |                                |
| 2015            | Real Hero (真心英雄) | 12 episodios - miembro         |

### Presentador
| Año  | Evento                                           | Notas                                      |
| ---- | ------------------------------------------------ | ------------------------------------------ |
| 2019 | 1st. International Film Festival Awards Ceremony | co-presentador - junto a Hu Ge y Eric Wang |

### Revistas / sesiones fotográficas
| Año  | Título                 | Notas                                                   |
| ---- | ---------------------- | ------------------------------------------------------- |
| 2020 | Beijing Youth Weekly’s |                                                         |
| 2020 | Modern Weekly          |                                                         |
| 2020 | Vogue China            | (publicación de febrero)                                |
| 2020 | NeufMode Magazine      | junto a Tang Wei, Deng Jiajia, Qiao Zhenyu y Yu Haoming |
| 2020 | Chic Magazine          | (publicación de enero)                                  |
| 2019 | LEON China             | (publicación de noviembre)                              |

## Discografía

### Sencillos
| Año  | Canción      | Álbum                 | Notas                                                                       |
| ---- | ------------ | --------------------- | --------------------------------------------------------------------------- |
| 2019 | 造亿万吨光芒 | OST de "Keep Running" | junto a Li Chen, Zheng Kai, Lucas Wong, Song Yuqi, Wang Yanlin y Angelababy |

## Premios y nominaciones
| Año  | Categoría                       | Premio                                    | Trabajo                 | Resultado |
| ---- | ------------------------------- | ----------------------------------------- | ----------------------- | --------- |
| 2018 | Best Actor                      | 34th Hundred Flowers Award                | The Founding of an Army | Nominado  |
| 2017 | Best Supporting Actor           | 31st Golden Rooster Award                 | When Larry Met Mary     | Nominado  |
| 2016 | Best Actor (Contemporary Drama) | 19th Huading Award                        | Swan Dive for Love      | Ganó      |
| 2016 | Best Actor (Modern Drama)       | 3rd Asia Rainbow TV Award                 | Red Sorghum             | Ganó      |
| 2014 | Best Actor                      | 21st Shanghai Television Festival         | Red Sorghum             | Nominado  |
| 2012 | Best Performance by an Actor    | 40th International Emmy Award             | Flying Eagle            | Nominado  |
| 2011 | Asian New Talent Award          | 14th Shanghai International Film Festival | -                       | Ganó      |